# Algemene Kunstzijde Unie
De Algemene Kunstzijde Unie (of afgekort AKU) was een Nederlands-Duits kunstvezelconcern met een lange voorgeschiedenis. Het is een van de onderdelen waaruit de multinational AkzoNobel is ontstaan.

## De voorgeschiedenis van AKU tot 1929
De start van het bedrijf dateert van 1911, met de oprichting van de N.V. Nederlandsche Kunstzijdefabriek te Arnhem door Jacques Coenraad Hartogs. Zijn vader importeerde  rouwcrèpe van de Britse firma Courtaulds, vervaardigd van viscose of kunstzijde, een vezel op basis van houtcellulose. Hartogs ging na zijn eindexamen, in 1907, bij Courtaulds werken waar men doende het fabricageproces van kunstzijde beter te beheersen. Hartogs vond daar een nieuw procedé voor een spinbad uit, dat hij in eerste instantie aan Courtaulds aanbood, die er echter geen interesse toonde. Na zijn terugkeer in 1910 naar Nederland promoveerde Hartogs op zijn scheikundig onderzoek en wilde vervolgens een kunstzijdefabriek in Nederland bouwen, waar Courtaulds vergeefs tegen protesteerde.Het kapitaal kwam van Frederik Hendrik Fentener van Vlissingen van de Steenkolen Handels Vereniging (SHV), die de industrialisatie wilde bevorderen om meer kolen te kunnen verkopen. Bovendien kende Fentener van Vlissingen ook de Duitse Vereinigte Glanzstoff Fabriken (VGF). In 1913 startte de productie in een fabriek te Arnhem. De zaken liepen goed, mede dankzij de Eerste Wereldoorlog. Deze fabriek werd de Eerste Nederlandsche Kunstzijde Associatie ofwel afgekort de Enka genoemd.
Het winstgevende voorbeeld deed volgen. In 1921 werd te Breda een concurrerende onderneming opgericht, de Hollandse Kunstzijde Industrie (HKI), in 1930 volgde in Nijmegen de Nyma NV, gesticht door Twentse textielbaronnen.
De Enka begon in 1919 met de bouw van een grote kunstzijdefabriek te Ede, waar men goedkope grond en schoon water vond, alsmede de nabijheid van een spoorweg. De productie te Ede startte in 1922. Hier werkten al spoedig 2000 mensen. De huisvesting hiervan was een probleem, want het toenmalige Ede was een dorpje met niet meer dan 5000 inwoners. Woningbouw verliep via de woningbouwvereniging 'Vooruit', waarin de fabriek grote invloed had. Verder kwamen honderdtallen arbeidskrachten vanuit de (verre) omgeving. De vele meisjes die er werkten werden bevoogdend tegemoet getreden. De werkweek bedroeg 54 uur, maar over de beloning was men tevreden. Uitbreidingen van de fabriek vonden plaats in 1925 en 1928, en ook in Arnhem werd uitgebreid. 
De winsten waren aanvankelijk zeer hoog, maar de crisis kondigde zich aan. De risico's moesten worden gespreid en dat zocht men in internationalisatie en diversificatie. In 1919 was er al een geheim akkoord met VGF, in 1925 werd Maekubee N.V. opgericht, die buitenlandse belangen moest bundelen. Belangen bevinden zich uiteindelijk in Frankrijk, Duitsland, Engeland en Italië. Men verkreeg ook een aanzienlijk belang in de Bredase concurrent HKI, die eveneens buitenlandse belangen had. In de Verenigde staten werd de American Enka Corporation opgericht, terwijl in 1929 met VGF (Glanzstoff) werd samengegaan, dat veel groter, maar armer, was en in het faillissement gestort dreigde te worden. Ter gelegenheid hiervan werd de nieuwe naam Algemene Kunstzijde Unie (AKU) ingevoerd. Het ging om een overname die voor de buitenwereld op een fusie leek.

## De AKU vanaf 1929
In 1929 brak de crisis uit, wat ook bij Enka tot massa-ontslagen leidde. Nieuwe productieprocessen leidden tot een toenemende productiviteit, maar winst werd pas in 1938 weer gemaakt. In dat jaar werd bij de fabriek in Arnhem het monument voor de uitvinding van de kunstzijde van  Hildo Krop geplaatst, dat al snel de bijnaam Roosje kreeg. Kort daarna brak de Tweede Wereldoorlog uit, waarbij op 17 september 1944 de energiecentrale werd gebombardeerd, in het kader van de Slag om Arnhem. De fabriek te Ede werd bevrijd op 17 april 1945.
De samenwerking met VGF werd na de bevrijding een politieke kwestie, waarbij de Duitse invloed teniet werd gedaan en verdragen werden opgezegd. Moeizame constructies kwamen tot stand, die pas werden opgelost toen AKU en Glanzstoff in 1969 definitief fuseerden. De naam van de holding bleef AKU, de naam van de Nederlandse fabrieken werd Enka N.V., wat in 1971 werd vervangen door Enka Glanzstoff. Vrijwel onmiddellijk na de fusie vond een tweede fusie plaats, nu met Koninklijke Zout Organon, waarbij het latere AKZO-concern ontstond.
Eind jaren 50 telde AKU 50.000 medewerkers in 30 bedrijven die over vele landen verdeeld waren. In 1948 verhuisde een deel van de Edese conerij naar Emmercompascuum, terwijl men enige jaren later met de bouw van een zeer groot complex te Emmen begon, dat in 1952 begon te produceren. Het product was nylon. Een deel hiervan werd verwerkt in de Danlon fabrieken, die in 1953 hun poorten openden. Later kwamen daar nog diverse producten bij, zoals Twaron, Akulon, Terlenka en dergelijke. De wederopbouw leidde tot veel vraag naar arbeid en de komst van Italiaanse en Spaanse gastarbeiders: in 1956 te Arnhem, vanaf 1961 ook te Ede.
In 1969 fuseerde AKU met Koninklijke Zout Organon tot het AKZO-concern.
In 1970 brak de vezelcrisis uit, waardoor de kunstvezelfabrieken verliezen gingen maken. Dit leidde tot een plan om de moderne fabriek in Breda en een fabriek in Wuppertal te sluiten. Dit leidde tot veel protest, waardoor de operatie niet doorging. Later namen de verliezen toe en in 1976 werd de viscosefabriek te Arnhem gesloten. In 1977 sloot de vestiging in Emmercompascuum, en in 1982 werd ook de fabriek te Breda stilgelegd.

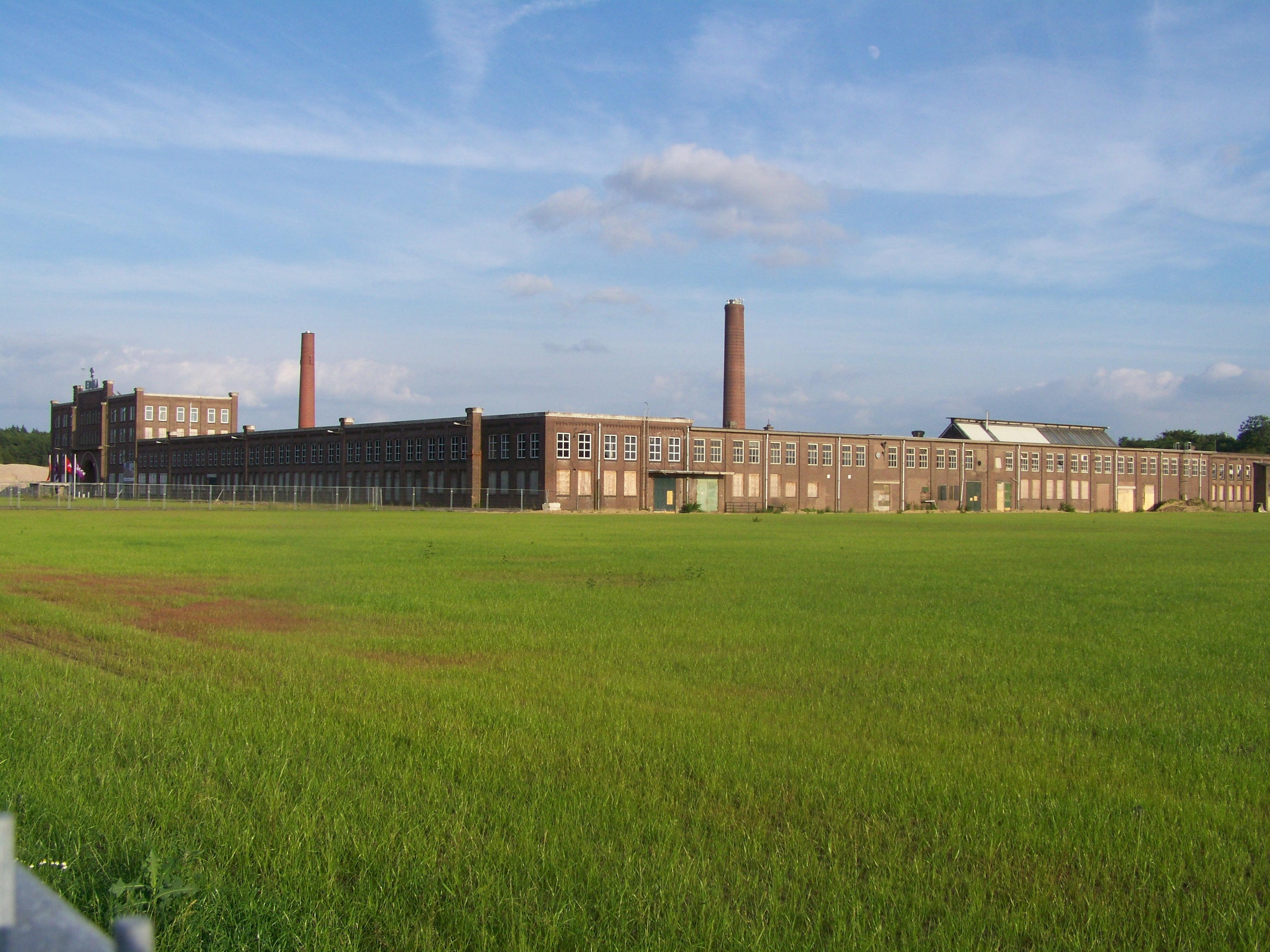
Het fabrieksgebouw uit 1919 in Ede anno 2010

Enige opleving in de vezelsector viel te verwachten door de ontwikkeling van de 'supervezel' Twaron, waarvoor in 1976 de eerste pilot plant van start ging en in 1985 een negental productie-eenheden in bedrijf waren. In Nederland werd Twaron te Emmen geproduceerd.
In 1988 werd Enka omgedoopt in "Akzo Vezels en Polymeren Divisie", later "Akzo Fibers" geheten.
In 1998 werd het Engelse bedrijf Courtaulds door Akzo Nobel gekocht, waarmee de cirkel weer rond was. De vezelactiviteiten van Courtaulds werden samengevoegd met die van Akzo Fibers en onder de naam Acordis verkocht aan CVC Capital Partners. Hiermee kwam een einde aan de kunstvezelactiviteiten van Akzo Nobel. De diverse business units gingen allemaal nieuwe namen dragen, terwijl de Twaron activiteiten aan het Japanse bedrijf Teijin werden verkocht. De locatie te Emmen heet nu Emmtec Industry and Business Park, en de diverse bedrijfsonderdelen zijn min of meer verzelfstandigd en opereren onder verschillende, soms snel wisselende, namen, waaronder de naam Acordis.
De fabriek te Ede werd in 2002 stilgelegd (Zie het artikel over ENKA (bedrijf)). Hierbij verloren 550 medewerkers hun baan. Een deel van de gebouwen, waaronder de twee schoorstenen, de poort, de Westhal en het kantinegebouw, is industrieel rijksmonument en als zodanig beschermd. Een groot deel van de reusachtige fabriek is echter gesloopt en heeft plaatsgemaakt voor woningen van de ENKA-wijk.